# Родниковый (Иркутская область)
Роднико́вый — посёлок в Шелеховском районе Иркутской области России. Входит в состав Подкаменнского сельского поселения.

## География
Посёлок находится на расстоянии примерно 31 км к юго-юго-западу (SSW) от города Шелехов, административного центра района.

## Население
| 2002 | 2010 | 2011 | 2012 |
| ---- | ---- | ---- | ---- |
| 12   | ↘9   | →9   | ↘6   |

### Половой состав
Согласно результатам переписи 2002 года, в посёлке проживало 12 человек (4 мужчины и 8 женщин).
Согласно результатам переписи 2010 года, в посёлке проживало 9 человек (6 мужчин и 3 женщины).

## Улицы
Уличная сеть посёлка состоит из одной улицы (ул. Железнодорожная).